# Arthur Ahnger

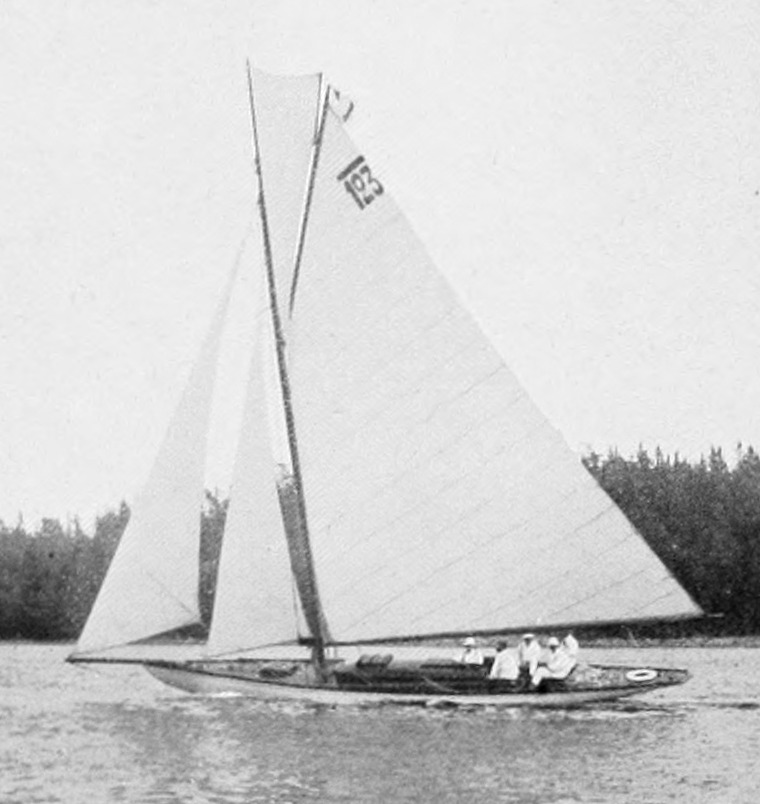
Lucky Girl

Arthur Ahnger (ur. 28 lutego 1886 w Raseborgu, zm. 7 grudnia 1940 w Helsinkach) – fiński żeglarz, olimpijczyk, zdobywca brązowego medalu w regatach na Letnich Igrzyskach Olimpijskich w 1912 roku w Sztokholmie.
Na Letnich Igrzyskach Olimpijskich 1912 zdobył brąz w żeglarskiej klasie 8 metrów. Załogę jachtu Lucky Girl tworzyli również Gunnar Tallberg, Emil Lindh, Bertil Tallberg i Georg Westling.